# Javier García Duchini
Javier García Duchin, né le 28 novembre 1963 à Montevideo, est un homme politique uruguayen, député de Montevideo depuis 1995 appartenant au Parti national.